# Slobodan Aligrudić
Slobodan Aligrudić (cyr. Слободан Алигрудић, ur. 15 października 1934 w Bitoli, zm. 13 sierpnia 1985 w Gradacu) – słynny serbski aktor znany z kilku najważniejszych ról w historii kina byłej Jugosławii.

## Wybrana filmografia
- Ojciec w podróży służbowej (1985) – Ostoja Cekić
- Kto tam śpiewa (1980) – porucznik
- Miłosne życie Budimira Trajkovicia (1977) – dyrektor
- Žuta (1973) – milicjant
- Zaseda (1969) – Zeka
- Sprawa miłosna albo tragedia telefonistki (1967) – Ahmed
- San (1966) – Milovan /dubbing/ (nie wymieniony w czołówce)